# 鰲皷
鰲皷，又寫為鰲鼓，是臺灣嘉義縣東石鄉的一個傳統地域名稱，位於該鄉西北端。相較於今日行政區，其範圍大致包括鰲鼓村不含東部南側凸出部分的最東端、港口村西北部。

## 歷史
臺灣日治初期，鰲皷地區為一（舊制）街庄，稱為「鰲皷庄」，隸屬於蔦松堡。該庄北隔北港溪與下湖口庄、水井庄為界，東與蚶仔藔庄為鄰，南邊為副瀨庄，西邊臨臺灣海峽。
1901年（日治明治三十四年）11月，全臺廢縣廳改設二十廳，該庄隸屬於嘉義廳。1903年（明治三十六年）6月，該庄編入「東石港區」，隸屬於嘉義廳。1909年（明治四十二年）10月，合併二十廳為十二廳，東石港區仍隸屬於嘉義廳。1920年（大正九年），全臺地方制度大改正，廢十二廳改設五州二廳，該庄改制為「鰲皷」大字，隸屬於臺南州東石郡東石庄（新制街庄）。
戰後東石庄改制為東石鄉，隸屬於臺南縣，大字亦改制為村。1950年10月，雲、嘉、南分治，東石鄉改隸屬嘉義縣。

## 聚落
本地區發展較早的聚落為鰲皷，在日治期初期的官方地圖上已有記載。另外，本地區尚有四股聚落。

## 交通
省道台17線又稱「西部濱海公路」，是臺中市清水區甲南至屏東縣枋寮鄉水底寮的幹道，經過本地區鰲皷聚落西側。由該道路向東北微北可前往雲林縣口湖鄉西部、四湖鄉西部、臺西鄉、東勢鄉西北端、麥寮鄉等地；向南可前往布袋鎮、臺南市北門區、將軍區、七股區等地。
省道台61線又稱「西部濱海快速公路」，目前通車路段北起新北市八里區臺北港，南至臺南市七股區九塊厝，與省道台17線並行經過本地區，並在本地區鄉道嘉2線路口處設有鰲鼓交流道（僅南出北入）。本地區向北可經由省道台17線、鰲鼓交流道或水井交流道進入台61線；向南可經由省道台17線、台61線外側平面道路、東石二交流道進入台61線；由此等可快速前往台灣西部沿海各地。
鄉道嘉2線是海埔地至鰲鼓的道路。
鄉道嘉6線是鰲鼓至下舊仔埔的道路。
鄉道嘉7線是四股至港墘的道路。
鄉道嘉8線是鰲鼓至下揖的道路。

## 學校
- 下楫國小四股分校（已廢校）

## 產業
- 台糖鰲鼓農場
- 台糖東石農場
- 台糖蒜頭糖場濱海地區經營中心

## 景點
- 鰲鼓濕地